# 줄라어
줄라어(Dyula, Jula, ߖߎ߬ߟߊ߬ߞߊ߲)는 만데어파에 속하는 만딩어의 한 방언이다. 특히 밤바라어와 가장 가까운 관계이며, 밤바라어는 물론 마닝카어와도 상호 의사소통이 가능하다.
부르키나파소와 코트디부아르에서 주로 쓰이며 말리, 가나, 기니 등지에도 화자 집단이 있다. 서아프리카의 넓은 지역에서 무역 언어로 쓰여 왔으며, 모어 화자는 약 260만 명이나 제2언어로 쓰는 사람은 1천만 명에 달한다. "줄라"라는 말 역시 만딩어에서 "무역자"를 의미하는 말이다.

## 음운

### 닿소리
|        |        | 입술소리 | 치경음 | 경구개음 | 연구개음 | 성문음 |
| ------ | ------ | -------- | ------ | -------- | -------- | ------ |
| 비음   | 비음   | m        | n      | ɲ        | ŋ        |        |
| 파열음 | 무성음 | p        | t      | c        | k        |        |
| 파열음 | 유성음 | b        | d      | j(/ɟ/)   | g(/ɡ/)   |        |
| 마찰음 | 무성음 | f        | s      |          |          | h      |
| 마찰음 | 유성음 | v        | z      |          |          |        |
| 유음   | 설측음 |          | l      |          |          |        |
| 유음   | R음    |          | r      |          |          |        |
| 반모음 | 반모음 |          |        | y(/j/)   | w        |        |

### 홀소리
|          | 전설 | 중설 | 후설 |
| -------- | ---- | ---- | ---- |
| 고모음   | i    |      | u    |
| 중고모음 | e    |      | o    |
| 중저모음 | ɛ    |      | ɔ    |
| 저모음   |      | a    |      |

## 같이 보기
- 줄라족